# Muhàmmad III d'Alamut
Alà-ad-Din Muhàmmad ibn Jalal-ad-Din Hàssan o Muhàmmad III d'Alamut (1212 - 1255) fou imam dels ismaïlites d'Alamut del 1221 al 1255. Va succeir el seu pare Jalal-ad-Din Hassan III d'Alamut (1210–1221) el novembre del 1221 quan tenia 9 anys, i el visir del pare va continuar tenint el poder efectiu i seguia una política de convivència amb el Califat Abbàssida i amb l'islam sunnita. L'observança de la xaria va ser desencoratjada. Però si religiosament es pot considerar una època de decadència, culturalment fou tot el contrari; la biblioteca d'Alamut va atreure molts erudits. En els aspectes polítics i militars l'enfonsament dels seljúcides i l'arribada dels xa de Coràsmia i la caiguda d'aquests el 1220/1221 quan encara no s'havien consolidat els va permetre l'extensió dels seus dominis en l'interregne fins a l'arribada de Jalal-ad-Din Mangubertí (1225). A la rodalia d'Alamut van entrar en conflicte amb els governants del Gilan als que havien arrabassat alguns territoris. Fou durant aquest regnat que els ismaïlites es van implantar a l'Índia. Els historiadors el descriuen com un borratxo i degenerat, amb episodis de depressió. Als darrers anys va entrar en conflicte amb el seu fill gran Rukn-ad-Din Khurxah, hereu designat al que va voler substituir en la successió per un altre fill sense aconseguir-ho. Va ser assassinat suposadament per un dels seus seguidors l'1 de desembre de 1255 i el va succeir Rukn-ad-Din Khurxah.